# Versicherungsfall
Versicherungsfall (auch je nach Kontext Schadensfall oder Leistungsfall genannt) ist ein Begriff aus dem Versicherungsrecht und bezeichnet ein Schadensereignis, das die Leistungspflicht eines Versicherers auslöst. Er gilt sowohl bei privaten Versicherungen als auch in der gesetzlichen Sozialversicherung, unabhängig davon, ob es sich um Komposit- oder Personenversicherungen handelt.

## Allgemeines
In vielen Vorschriften des Versicherungsvertragsgesetzes (VVG) wird zwar der Rechtsbegriff „Versicherungsfall“ erwähnt, jedoch gibt es keine Legaldefinition hiervon. In der amtlichen Begründung zu § 100 VVG ist eine klarstellende Bemerkung enthalten, wonach die Definition des Versicherungsfalls im Versicherungsvertrag frei vereinbart werden kann. Als Versicherungsfall werden unter anderem vereinbart das Schadensereignis (z. B. Allgemeine Haftpflichtversicherung), der Rechtsverstoß (z. B. Anwalts- und Notarhaftpflichtversicherung), der Planungsfehler (z. B. Architektenhaftpflichtversicherung), das Inverkehrbringen eines Produktes (z. B. Produkthaftpflichtversicherung), die erstmalige Feststellung des Schadens (z. B. Umwelthaftpflichtversicherung) oder die Schadensmeldung.
Mit Eintritt des Versicherungsfalls jedenfalls wird die Leistungspflicht des Versicherers begründet. Der Eintritt des Versicherungsfalles ist somit die Voraussetzung dafür, dass eine Versicherung Leistungen erbringt. Im Umkehrschluss bedeutet dies, dass ein Versicherungsfall nicht vorliegt, wenn ein Ereignis eine Leistungspflicht nicht hervorruft. Ein Versicherungsfall liegt immer dann vor, wenn sich ein versichertes Risiko tatsächlich verwirklicht. Umgekehrt führt nicht jeder Versicherungsfall zu einer Leistungspflicht der Versicherung (s. u. Leistungsfreiheit).

## Anzeigepflicht
Der Versicherungsnehmer hat den Eintritt des Versicherungsfalles, nachdem er von ihm Kenntnis erlangt hat, dem Versicherer unverzüglich anzuzeigen (§ 30 Abs. 1 VVG). Dabei muss der Versicherungsnehmer jede Auskunft erteilen, die zur Feststellung des Versicherungsfalles oder des Umfanges der Leistungspflicht des Versicherers erforderlich ist (§ 31  Abs. 1 VVG). Es gehört zu den vertraglichen Obliegenheiten des Versicherungsnehmers, dem Versicherer wahrheitsgemäß und vollständig alle schadenrelevanten Umstände anzuzeigen.

## Einzelne Versicherungsarten
- Der Versicherungsfall Krankheit begründet Leistungsansprüche aus der Gesetzlichen Krankenversicherung. Dort sind auch die Schwangerschaft und die Mutterschaft, welche keine Krankheiten sind – es handelt sich hier um so genannte versicherungsfremde Leistungen, genauso wie z. B. auch bei Vorsorgeuntersuchungen –, sowie die Erkrankung eines Kindes angesiedelt und stellen einen Versicherungsfall dar, welcher beispielsweise die Leistungen Mutterschaftsgeld, Entbindungsanstaltspflege und (Kinder-)Krankengeld auslöst.
- In der Gesetzlichen Unfallversicherung sind der Arbeitsunfall und die Berufskrankheit die leistungsauslösenden Versicherungsfälle.
- In der gesetzlichen und privaten Unfallversicherung ist Versicherungsfall der 'Unfall' im Sinne eines plötzlich von außen auf den Körper wirkendes Ereignisses, durch welches der Versicherte unfreiwillig eine Gesundheitsschädigung erleidet. Daneben können in der privaten Unfallversicherung durch vertragliche Vereinbarungen weitere Sachverhalte dem Unfall gleichgestellt werden.
- In der gesetzlichen Rentenversicherung ist einerseits die Krankheit möglicherweise der Versicherungsfall für einzuleitende Rehabilitationsmaßnahmen (ist dann jedoch von der Leistungspflicht der Kranken- bzw. der Arbeitslosenversicherung abzugrenzen, und es gilt der Grundsatz: „Reha vor Rente“) und andererseits das Vollenden eines bestimmten Lebensalters (Altersrenten), der Eintritt einer Erwerbsminderung (Erwerbsminderungsrente) oder der Tod des Versicherten (Hinterbliebenenrenten bzw. Erziehungsrenten) der Versicherungsfall. Der Fachbegriff im Rentenrecht lautet seit 1992 Leistungsfall.
- Versicherungsfall in der Hausratversicherung ist die Zerstörung, Beschädigung oder das Abhandenkommen von versicherten Sachen durch eine versicherte Gefahr am versicherten Ort während der materiellen Dauer des Versicherungsschutzes.[3]
- In der Haftpflichtversicherung kann neben dem Schadensereignis auch der Rechtsverstoß, der Planungsfehler, das Inverkehrbringen von Produkten oder die Schadensmeldung der Grund für die Eintrittspflicht des Versicherers sein.[4]

## Zeitpunkt des Eintritts
Gerade bei Schäden, die sich mit Verzögerung realisieren oder offenbaren, ist die Festlegung des genauen Zeitpunktes des Versicherungsfalles schwierig. Sie ist aber dann entscheidend, wenn die Versicherung nur für einen bestimmten Zeitraum bestand. Als mögliche Anknüpfungspunkte für den Eintritt des Versicherungsfalles werden in Versicherungsbedingungen festgelegt:
- Zeitpunkt des ersten schädigenden Ereignisses (Bsp.: der erste Tropfen Gift, der in den Boden einsickert),
- Zeitraum des schädigenden Ereignisses mit anteiliger Haftung (Bsp.: der gesamte Einsickerungsvorgang),
- Realisierung des Schadens (Bsp.: Überschreitung des Grenzwertes der Bodenbelastung),
- Entdeckung des Schadens
- Inanspruchnahme des Versicherers (englisch Claims Made).

## Leistungsfreiheit
Die praktisch wichtigsten Fälle der Leistungsfreiheit betreffen die vertragliche Obliegenheitsverletzung (§ 28 VVG), die Auskunftspflichtverletzung nach Eintritt des Versicherungsfalls (§ 31 VVG, eine lex imperfecta, d. h. die Rechtsfolge ergibt sich erst aus den Versicherungsbedingungen) und das Herbeiführen des Versicherungsfalls durch den Versicherungsnehmer.
In § 81 Abs. 1 VVG wird bestimmt, dass der Versicherer leistungsfrei ist, wenn der Versicherungsnehmer vorsätzlich den Versicherungsfall herbeiführt. Bei grob fahrlässigem Herbeiführen des Versicherungsfalls kann der Versicherer seine Leistung in einem der Schwere des Verschuldens des Versicherungsnehmers entsprechenden Verhältnis kürzen (§ 81 Abs. 2 VVG). Daraus ergibt sich, dass bei leichter Fahrlässigkeit eine Leistungspflicht besteht.
"Herbeiführen" kann dabei statt durch aktives Tun auch durch Unterlassen geschehen. Hierunter versteht der BGH das Verhalten von jemandem, „der die drohende Verwirklichung der versicherten Gefahr zulässt, obwohl er die geeigneten Mittel zum Schutz des versicherten Interesses in der Hand hat und bei zumutbarer Wahrnehmung seiner Belange davon ebenso Gebrauch machen könnte und sollte wie eine nicht versicherte Person, sofern er nur Kenntnis von Umständen hat, aus denen sich ergibt, dass der Eintritt des Versicherungsfalls in den Bereich der unmittelbar in Betracht zu ziehenden Möglichkeiten gerückt ist.“